# Орловская, Людмила Васильевна
Людмила Васильевна Орловская, урождённая Лысенко (2 ноября 1973, Вышний Волочёк, Калининская область, по другим данным Инта, Коми АССР) — белорусская биатлонистка, многократный призёр чемпионатов мира по летнему биатлону. Мастер спорта Республики Беларусь международного класса (2000). Тренеры: И.П Белопухов, В.А Корчевский, Е.В Пермяков.

## Карьера
По данным газеты «Молодёжь Севера», в 1989 году входила в лыжную сборную Коми АССР, после чего была она приглашена в Республиканское училище олимпийского резерва в Витебске, по окончании которого (в 1994 году) осталась в Белоруссии, вышла замуж и стала представлять эту страну.
С 1992 года Людмила занимается биатлоном. На её счету выступление на двух Олимпийских играх (1994, 2002) и пяти чемпионатах мира (1995, 1996, 1998, 2000, 2001). Лучшие результаты на крупных турнирах — седьмое место в эстафете на Олимпийских играх 2002 года в Солт-Лейк-Сити и четвёртое место в командной гонке на чемпионате мира 1996 года в Рупольдинге. На чемпионате Европы 1999 года в Ижевске стала второй в спринте и третьей в индивидуальной гонке.
В своём последнем сезоне в Кубке мира (2002/03) впервые поднялась на высшую ступень пьедестала, победив в эстафете на этапе в Осрблье.
Наибольшие успехи Орловской принесли выступления в летнем биатлоне (кросс), где она стала чемпионкой мира 2000 года в эстафете. Также имеет на своем счету две серебряные медали в этой дисциплине и две личные «бронзы».

## Личная жизнь
Осенью 2005 года лучший репортажный журналист Польши 2004 года Яцек Хуго-Бадер сделал для Gazeta Wyborcza сюжет о жизни московской бомжихи Эммы Лысенко, которая представилась матерью Людмилы. Она рассказала, что также занималась лыжным спортом и была подругой Раисы Сметаниной по команде «Динамо» из Сыктывкара. Однако Сметанина вскоре это опровергла. По словам бездомной Эммы, у Людмилы есть ещё две сестры, а также брат Василий, сидевший на тот момент в тюрьме за убийство. Отец принимал участие в ликвидации последствий аварии на Чернобыльской АЭС, вследствие чего рано умер.
В 2007 году окончила БГПУ им. Максима Танка. Имеет одного ребёнка.